# Мальджессо
Мальджессо (итал. Malgesso) — коммуна в Италии, располагается в провинции Варесе области Ломбардия.
Население составляет 1110 человек (2008 г.), плотность населения составляет 555 чел./км². Занимает площадь 2 км². Почтовый индекс — 21020. Телефонный код — 0332.
Покровителем коммуны почитается святой архангел Михаил, празднование 29 сентября.

## Демография
Динамика населения:

## Администрация коммуны
- Официальный сайт: http://www.comune.malgesso.va.it/